# Holoarctia sordida
Holoarctia sordida là một loài bướm đêm thuộc phân họ Arctiinae, họ Erebidae.